# Marracuene (Distrikt)

Lage des Distrikts in Mosambik

Marracuene ist ein Distrikt der Provinz Maputo in Mosambik mit Verwaltungssitz in der namensgebenden Kleinstadt Marracuene. Der Distrikt grenzt im Süden an die Hauptstadt Maputo, im Westen an die Distrikte Matola und Moamba und im Norden an den Distrikt Manhiça. Im Osten befindet sich der Indische Ozean.

## Bevölkerung
Der Distrikt Marracuene ist 703 Quadratkilometer groß und hatte 2007 eine Einwohnerzahl von 60.471 Menschen, was einer Bevölkerungsdichte von 87 Einwohnern pro Quadratkilometern entspricht. Im Vergleich zur Bevölkerungszählung 1997 – damals lebten im Distrikt Marracuene 41.677 Menschen – ist die Zahl um 45 Prozent gestiegen. Die Bevölkerung ist im Durchschnitt sehr jung, etwa 41 Prozent aller Einwohner sind unter 15 Jahren, sowie mehrheitlich ländlich geprägt; etwa 25 Prozent wohnen in urbanisierten Umgebungen.

## Einrichtungen und Dienstleistungen
Im Distrikt Marracuene befinden sich 47 Schulen, davon sind 37 Grundschulen (escolas do ensino primário). Des Weiteren gibt es 18 Gesundheitsstützpunkte für die medizinische Versorgung der Bevölkerung.
Im Ort Marracuene selbst befindet sich eine Filiale der staatlichen Post Correios de Moçambique. Des Weiteren unterhält eine mosambikanische Bank, die ehemals staatliche Millennium bim, eine Filiale im Distrikt, ebenfalls direkt in Marracuene im Stadtteil Macanhine.

## Verwaltungsgliederung
Der Distrikt Marracuene ist in zwei Verwaltungsposten (postos administrativos) gegliedert:
- Marracuene mit den umliegenden Ortschaften Sede, Michafutene e Nhongonhane
- Machubo mit den umliegenden Ortschaften Taula und Macandza.

Im Gegensatz zu den Distrikten Boane, Manhiça, Matola und Namaacha ist der Distrikt Marracuene kein Munizip (município), sodass dieser nur über sehr beschränkte Selbstverwaltungsrechte verfügt.

## Verkehr
Der Distrikt Marracuene wird durch die wichtige Fernstraße EN1 erschlossen. Sie ist eine Nationalstraße zwischen dem Ballungsraum Maputo und dem Norden Mosambiks und zählt zu den bedeutendsten Verkehrsadern des Landes. Auch durchläuft die Eisenbahnstrecke Linha de Limpopo (Maputo–Simbabwe) das Distriktsgebiet.